# Skarptjärnen (Hällesjö socken, Jämtland)
Skarptjärnen är en sjö i Bräcke kommun i Jämtland och ingår i Ljungans huvudavrinningsområde.